# アオカメムシ
アオカメムシ（青椿象、青亀虫）は、カメムシ目カメムシ亜目カメムシ科アオカメ属やその他の属に属する昆虫の総称である。その名の通り、緑色を主体とした体色をした、代表的なカメムシの一群である。さまざまな作物の害虫であり、強い悪臭を発する。さまざまな植物につき、主として果実から吸汁する。幼虫は成長のためには、おおむね種子の栄養蓄積部である胚乳や子葉からの吸汁が、必須である。

## 特徴
外形は一般のカメムシ類の典型と言ってよい。全体としては、頭がとがり、胸部は左右に張り出し、羽根を畳んだ腹部は楕円形に次第にすぼまる。
頭部は三角形で、基部の両端に丸い複眼がある。触角は細長い。口器は針状で、腹面に折り畳まれている。胸部は幅広く、両端は円くとがる。腹部はほとんど羽根の下に収まっている。

## 種類
日本でよく見かけるのは以下のような種である。
- アオクサカメムシ Nezara antennata Scott
最もよく名を知られた種と思われる。全身が緑色である。日本全土に分布し、さまざまな植物につくが、特にマメ科などの作物の害虫として知られる。
- ミナミアオカメムシ Nezara viridula (L.)
アオクサカメムシに極めてよく似ている。本州南岸以南、熱帯に広くに分布する。平地の水田のイネや、その他のイネ科植物の穂につく。

なお、この2種は緑色の個体だけでなく、前胸が黄色のもの。体周辺に黄色の縁取りのあるもの、黄色に緑の斑点が出るものなどの個体変異があり、これらは遺伝的な形質であると言われる。

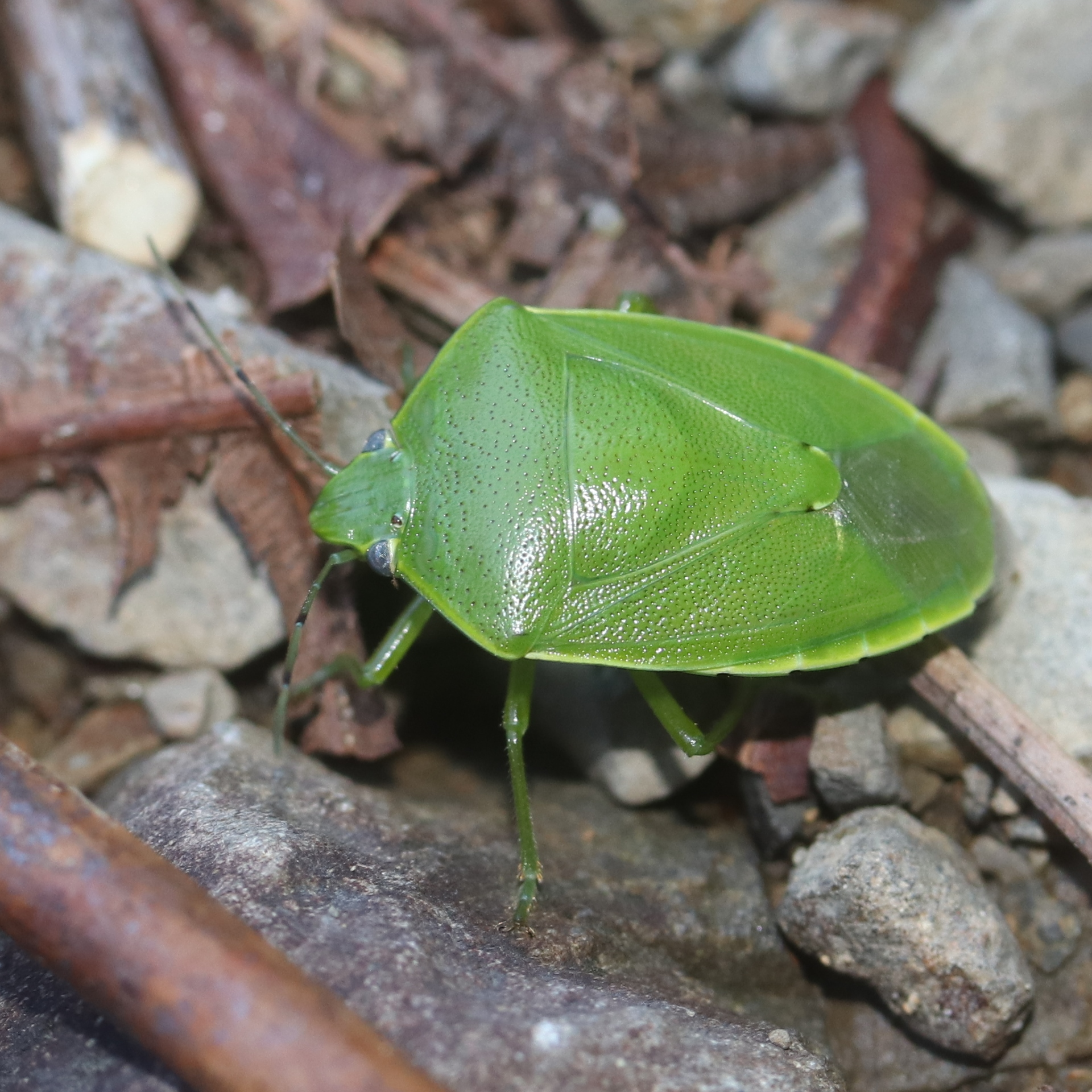
ツヤアオカメムシ

- ツヤアオカメムシ Glaucias subpunctatus (Walker)
アオクサカメムシより一回り大きく、表面に独特のつやがある。さまざまな果物につくが、繁殖に必要な餌はスギ、ヒノキの球果内部の種子である。
- チャバネアオカメムシ Plautia crossota stali Scott
羽根が茶色のアオカメムシ。ミカンなど様々な果物や野菜の果実に被害を与えるが、繁殖に必要な餌はツヤアオカメムシ同様スギ、ヒノキの球果内部の種子である。

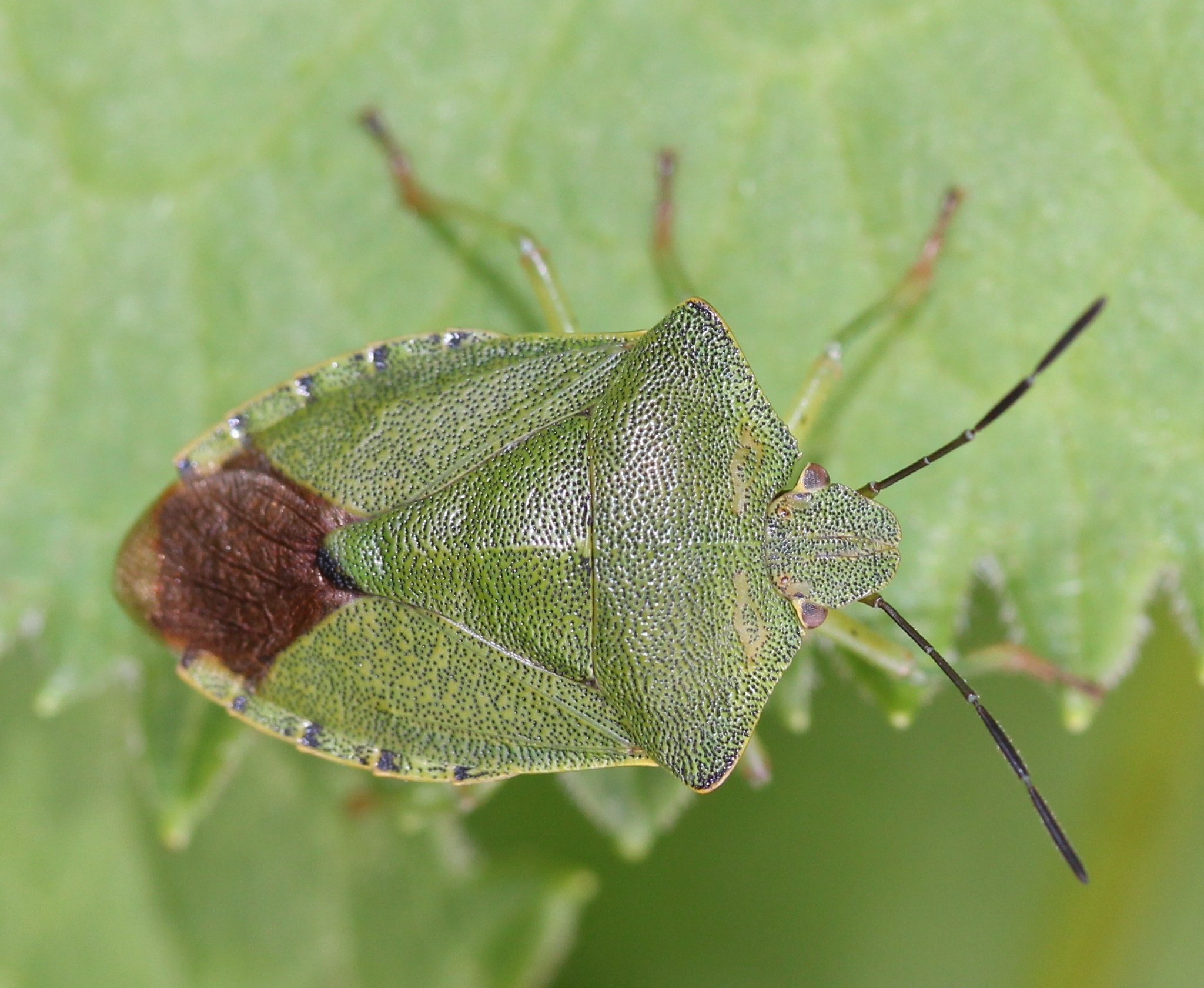
エゾアオカメムシ
Palomena angulosa

- エゾアオカメムシ Palomena angulosa (Motschulski)
本州中部以南では山地に分布し、さまざまな草につくが、マメ科の作物を食害することもある。

## 生活史
成虫は食草の上に数十個の卵を並べてくっつける。卵は楕円形で、てっぺんに蓋がある。幼虫は蓋を押し上げて出てくると、しばらくは卵塊の周辺に集まって過ごす。やがて採食のために移動するが、集団のままで動くことが多く、次第に分散する。幼虫は始めは黒っぽく、令が進むと次第に緑っぽくなる。
年2~3化で、成虫で越冬して、春に産卵する。孵化した二世代目のものが夏以降に成虫になり、産卵する。成長が速いものは、夏にもう一回世代を重ねる。

## 利害
多くのものが、作物の害虫である。幼虫の育つ植物は比較的限定される種が多いものの、成虫になるとそれぞれに、広い範囲の植物を餌とするので、被害を受ける作物の範囲も広い。
イネにつく場合、若い穂に集まって汁を吸う。汁を吸われたイネは、米になった場合に吸われた部分を中心に褐色に変化する。これを斑点米と言う。
ミカンやカキなどの果実の若いものには、チャバネアオカメムシやツヤアオカメムシが集まることがある。これらが汁を吸った部分は、果実が若いうちは、その部分の成長が悪くなってでこぼこになる。ある程度熟した果実が攻撃を浮けた場合、外見上は小さな点が残るだけだが、内部にスポンジ化したような部分を生じる。その部分から腐る場合も多い。
これらの被害が発生する機構は、口針を使って組織を破壊しつつ、消化液の作用がある唾液と混ぜて液化したものを吸収するため、摂食が行われた植物組織内部に、広範な組織欠損を生じることによる。

## 大発生について
アオカメムシ類は、さまざまな作物の害虫であるが、これまでに何度かの大発生で世間を騒がせたことがある。

### ミナミアオカメの大発生
1950年代末から、ミナミアオカメムシが水田で大発生して、四国や九州の稲作に大きな打撃を与えた。これは、農薬の普及からニカメイガなどの危険がなくなったことから、稲作が多様化し、稲穂の時期が長くなったことに起因するとも言われる。約10年で沈静化した。詳しくはミナミアオカメムシの項を参照。

### 昭和末の大発生
1990年代ころより、西日本各地でカメムシの大発生が伝えられるようになった。この大発生は、広範囲にわたること、その出現時の個体数の多さで、非常に顕著なものであった。大発生地では、夜間に明かりの回りに無数のカメムシが隙間なしに止まり、街灯の周辺には飛び回るカメムシが雲のようになっていた。この時の大発生に参加したのは、主としてチャバネアオカメムシ、ツヤアオカメムシと、クサギカメムシであった。カメムシの大群は、日を追って次第に移動していったようである。
和歌山県では1992年に、県南部の梅だけで被害額は13億円との試算がある。この時のカメムシ個体数は10a当たり500万頭との推定値も出されている。
発生したカメムシは、ウメ畑、ミカン畑やカキ畑に侵入し、大被害を与えた。殺虫剤を散布しても、カメムシはとなりの畑に移動するだけで、数を減らすにはほとんど効果がなかった。誘蛾灯の下に容器を置き、これに水をいれて溺れさせようとの方法が取られたが、ひどい場合には容器内がカメムシで一杯になり、捕殺の役割を果たさなくなった例がある。
この大発生の原因は、スギ・ヒノキの人工林での、これらのカメムシの大発生が元であったようである。各地の人工林が繁殖の適齢を迎えたため、各地でカメムシの餌が一気に増加したためだというのである。ちなみに、花粉症の増加もほぼ前後して起きているとの見方もある。

## 飼育
重要な作物害虫であるため、害虫としての特性把握や殺虫剤試験のため、農林試験場などの研究機関において、しばしば累代飼育が行われている。アオカメムシ類は様々な植物の様々な部位から吸汁するとはいえ、本質的には種子食のカメムシであるため、乾燥した生のダイズとラッカセイの種子を餌として与え、水を十分含ませた脱脂綿で給水することによって、容易に累代飼育できる種が多い。